# Star Trek Online
Star Trek Online é um jogo de interpretação de personagens online e em massa para multijogadores (MMORPG) desenvolvido pela Cryptic Studios baseado na franquia Star Trek. O jogo se passa no século 25, 30 anos depois dos eventos de Star Trek: Nemesis. Star Trek Online é o primeiro MMORPG dentro do universo de Star Trek e foi lançado para Microsoft Windows em fevereiro de 2010. No lançamento, o jogo tinha que ser comprado e também era preciso pagar uma mensalidade. Em Janeiro de 2012, ele lançou uma categoria de acesso free-to-play. Depois de um período de testes beta aberto, uma versão do jogo foi lançada para OS X em Março de 2014. Devido a dificuldades técnicas com a versão, o suporte para OS X terminou em Fevereiro de 2016. Mais tarde foi lançado para PlayStation 4 e Xbox One em Setembro de 2016.

## Ambientação
Star Trek Online se passa nos anos 2409/2410, trinta anos depois dos eventos de Star Trek: Nemesis. A aliança entre Federação Unida dos Planetas e o Império Klingon acabou, e eles estão novamente em guerra. O Império Romulano continua tendo de lidar com a perda de seu planeta natal vinte dois anos antes (como mostrado no reboot de Star Trek de 2009 por J. J. Abrams), enquanto Dominion reconstrói sua força. O Coletivo Borg ressurgiu como uma das grandes ameaças. Nas expansões os Vaadwaur, os Iconians, os Na'Kuhl, os Krenim, os Voth, Species 8472, os Tzenkethi e os Hur'q são também adicionados como inimigos.

## Jogabilidade
Em Star Trek Online, cada jogador atua como capitão de sua própria nave. Os jogadores são capazes de jogar com a nave, controlando os sistemas de engenharia, tático, e científico pelo teclado/mouse ou usando um painel na tela. Os jogadores também podem se "transportar" e agir com seu personagem em várias localidades com acesso à armas e habilidades de combate ligadas à sua classe de personagem. Os dois sistemas de combate são intercalados durante o jogo: missões de time em terra, de ritmo acelerado, estilo de combate corre-e-atira, enquanto o combate espacial foca o aspecto tático do combate entre naves-capitânia. Ambos são oferecidos de acordo com o enredo de Star Trek e enfatizam o posicionamento da nave para uso eficiente dos escudos durante o combate espacial, bem como o posicionamento do time em terra em consideração ao dano de flanco e encontrar fraquezas à explorar durante o combate em terra.
Outros aspectos do jogo incluem criação; que atualmente envolve mandar os oficiais construírem items, dependendo do level da categoria escolhida (tais como ciência, armas). Para aumentar o nível da categoria sendo pesquisada é necessário fazer um projeto de pesquisa usando um material de criação. Diferente de alguns outros MMO's, a criação é uma tarefa "ordene-e-esqueça". O jogador ordenará o projeto a ser pesquisado, clica num botão e depois de um certo tempo a tarefa será completada, diferente de gastar algum tempo fazendo a tarefa.
Oficiais também podem receber ordens com a metodologia "ordene-e-esqueça", e não estarão disponíveis enquanto suas tarefas estiverem em progresso.
Personagens do nível 52 ou maior podem enviar quaisquer naves que eles tenham, em missões de almirantado, similar às tarefas dos oficiais, mas você não precisa designar oficiais para essas missões. A missão é selecionada e após um certo tempo o jogador é notificado que ela foi concluída.

### Free-to-play
Em 1 de Setembro de 2011, a Cryptic Studios anunciou que Star Trek Online mudaria para o modelo free-to-play, porém sem acesso completo a todos os items. Posteriormente foi anunciado que o free-to-play iniciaria em 17 de Janeiro de 2012. F2P para os jogadores existentes, começaria em 5 de Janeiro.

## Desenvolvimento
Cryptic Studios oficialmente anunciou o desenvolvimento de Star Trek Online em 28 de Julho de 2008, com um contador no web site da Cryptic.  Uma carta foi enviada de Jack Emmert, o produtor do jogo online, detalhando alguns aspectos da abordagem da Cryptic.
As versões de console foram anunciadas meses antes do lançamento, sem nenhuma plataforma ser especificada, porém a Cryptic anunciou que todas as versões de console de seus jogos estavam suspensas indefinidamente por causa da "parte de negócios," se referindo amplamente às taxas que a Microsoft exigia para seu serviço: Xbox Gold premium online gaming service e a dificuldade em repassar para o jogador ambas as taxas, da Cryptic e da Microsoft para poder jogar seu jogo. Suporte a Consoles, para ambos Xbox One e PlayStation 4 iniciou a partir de Setembro de 2016. O lançamento inicial foi na América do Norte, mas logo se espalhou para as outras regiões, demais Américas e Europa.
O teste beta fechado de Star Trek Online começou oficialmente de acordo com o que foi anunciado, em 22 de Outubro de 2009. Cryptic Studios ofereceu accesso beta garantido para os usuários que compraram as assinaturas de 6-meses e vitalícia para Champions Online. Entretanto, não afirmava quão cedo no beta o accesso seria dado. Alguns pacotes de pré-venda incluíam accesso ao 'beta aberto' de 12 a 26 de Janeiro de 2010.

### Expansão:Legacy of Romulus
Legacy of Romulus é a primeira expansão de Star Trek Online, anunciada em 21 de Março de 2013. Uma terceira facção jogável, A república Romulana, foi adicionada, com a escolha de Romulanos ou Remans como personagens do jogador, enquanto eles lutam com um misterioso novo inimigo e tentam descobrir os segredos por trás da destruição de Romulus duas décadas antes. Denise Crosby, reprisou seu papel de Tasha Yar durante o terceiro aniversário de STO, e também seu papel como filha de Tasha, Sela, a imperatriz Romulana. O jogo também apresentou uma nova experiência de evolução do nível 1 ao 50 para os Romulanos e para os Klingons, uma árvore de reputação Tholiana, uma interface de usuário customizável, e um sistema de "atributos".
Legacy of Romulus foi lançada em 21 de Maio de 2013, entre a Temporada 7 e a Temporada 8.

### Expansão:Delta Rising
Delta Rising é a segunda expansão de Star Trek Online, anunciada na convenção Oficial de Star Trek em Las Vegas em 2 de Agosto de 2014. Cryptic já havia falado sobre uma nova expansão em Dezembro de 2013, com lançamento previsto para "final de 2014". A expansão é ambientada no Quadrante Delta, o cenário principal de Star Trek: Voyager. Tim Russ reprisou seu papel como Tenente Comandante Tuvok, e juntou-se a Garrett Wang como Capitão Harry Kim da USS Rhode Island (estabelecido no final da série Voyager "Endgame"), Jeri Ryan como Sete de Nove, Robert Picardo como o Doutor, e Ethan Phillips como Neelix. O Designer-Chefe Al Rivera disse que "muitos" membros do elenco da Voyager apareceriam em Delta Rising. O limite de nível foi aumentado de 50 para 60, adicionando dois novos ranks para cada facção: Almirante e Almirante de Frota para a Federação e a República Romulana, bem como General e Mestre Dahar para os Klingons. Muitas raças do Quadrante Delta que apareceram em Voyager também foram incluídas como novo conteúdo, juntamente com uma nova série de naves de nível mais alto, e uma árvore de reputação Delta.
Delta Rising foi lançada em 14 de Outubro de 2014.

### Expansão:Agents of Yesterday
Agents of Yesterday é a terceira expansão de Star Trek Online, anunciada em 5 de Maio de 2016, como uma contribuição ao jogo pelo 50° aniversário de Star Trek. A expansão permite a criação de personagens jogáveis da Frota Estelar da época da série original que se envolveram em "Temporal Cold War" (um enredo que foi introduzido em Enterprise, e trouxe para STO missões "Future Proof" da temporada 11) com a espécie Na'kuhl. Matt Winston reprisou seu papel como Daniels, o agente temporal que lutou junto com o Capitão Jonathan Archer para parar Na'kuhl em muitos episódios de Enterprise. Ele também se juntou a Walter Koenig, reprisando seu papel como Pavel Chekov, e Chris Doohan como Montgomery Scott, substituindo seu pai James Doohan. A expansão também passa pela linha do tempo do reboot iniciada em 2009 por J. J. Abrams; Joseph Gatt reprisa seu papel como cyborg oficial de ciência 0718, que apareceu em Star Trek: Além da Escuridão.
Agents of Yesterday foi lançado em 6 de Julho de 2016.

### Expansão:Victory is Life
Victory is Life é a quarta expansão de Star Trek Online, anunciada em 21 de Março de 2018, em homenagem ao 25° aniversário de Star Trek: Deep Space Nine. A expansão explora o Quadrante Gama, acessível pelo buraco de minhoca Bajoriano, e também adiciona Dominion como uma facção jogável, com a possibilidade de criar personagens Jem'Hadar. Os Cardassianos também são desbloqueados para a frota estelar e a Força de Defesa Klingon para o império Klingon na loja do jogo. Muitos atores da DS9 reprisaram seus papéis na expansão, incluindo René Auberjonois (Odo), Nana Visitor (Kira Nerys), Alexander Siddig (Dr. Julian Bashir), Armin Shimerman (Quark), Max Grodénchik (Rom), Chase Masterson (Leeta), Aron Eisenberg (Nog), Andrew Robinson (Elim Garak), J. G. Hertzler (Martok), Jeffrey Combs (Weyoun e Brunt), Salome Jens (Female Changeling), e Bumper Robinson (Dukan'Rex, o jovem Jem'Hadar que apareceu no episódio "The Abandoned" da terceira temporada de DS9).
Victory is Life foi lançado em 5 de Junho de 2018.

## Lançamento e operação

### Promoção
Cryptic Studios fez parceria com diversos varejistas para distribuição das cópias de pre-venda. Cada varejista tinha uma versão com conteúdo exclusivo diferente, tais como um Oficial de Ponte Borg (Amazon), uma nave clássica da frota (Gamestop), Rifle de longo alcance (Target), Armadura Chromodinamica (Steam), 500 pontos de habilidade bônus (WalMart), Defletor Neodymium (SyFy), ou um pet Tribble/Targ (Best Buy). Todas as versões do jogo vieram com accesso ao Beta aberto.
Além disto, o código para um uniforme de almirante de "A Ira de Khan" estava inclusivo no DVD de lançamento de "The Best of Star Trek: The Next Generation Volume 2" e o Blu-ray de lançamento de "Star Trek (série original) – Temporada 3."

### Direitos
Após o lançamento, Star Trek Online era da Cryptic Studios e publicado pela Atari Interactive, juntamente com o jogo-irmão Champions Online. Em 17 de Maio de 2011, Atari apontou que eles não trabalhariam mais com MMORPG, e que planejavam vender a Cryptic Studios.  Naquele mesmo mês, A Perfect World Entertainment comprou a Cryptic Studios por $50.3 milhões e continuou as operações.

## Recepção
Star Trek Online recebeu um misto de análises positivas e negativas, angariando uma pontuação de 66 no Metacritic. GameSpot elogiou o combate espacial do jogo como divertido, mas achou os outros aspectos do jogo "sem graça e superficial". MMOify's analisou o jogo favoravelmente mas criticou muitos aspectos da jogabilidade, incluindo "dublagem ruim" e missões repetitivas. IGN descreveu a experiência do jogo como "dois jogos que não se misturam bem juntos", e embora visualmente bonito, muito da jogabilidade foi considerada repetitiva.